# 소피 멍크
소피 샬린 애클런드 멍크(영어: Sophie Charlene Akland Monk, 1979년 12월 14일 ~ ) 오스트레일리아의 가수, 배우, 모델이다.
멍크는 런던에서 태어났다. 이후 멍크의 가족은 오스트레일리아 뉴사우스웨일스주 리스고(Lithgow)로 이주했다.
호주의 걸 그룹 바르도의 멤버였다. 이후 솔로로 나서 앨범 "캘린더 걸(Calendar Girl)"을 선보였다. 《클릭》(2006)과 《데이트 영화》(2006) 등의 영화에 출연했다.

## 출연 작품

### 영화
- 런던 (2005)
- 데이트 영화 (2006)
- 클릭 (2006)
- 섹스 앤 데스 (2007)
- 스프링 브레이크다운 (2009, Spring Breakdown)
- 힐스 런 레드 (2009)